# Чотирициліндровий двигун

Чотирициліндровий двигун (скорочено I4 або L4) — поршневий двигун внутрішнього згоряння з чотирма циліндрами. За розташуванням циліндрів може бути: рядним, V-подібним, опозитним. За кількістю тактів може бути: 2-тактним, 4-тактним. За принциповим устроєм можливо: з іскровим запалюванням (бензинові та газові двигуни); із запаленням від стиснення (дизельні та газодизельні двигуни). Основна сфера застосування — автомобільний транспорт (легкові, мало- та середньотоннажні комерційні автомобілі), мотоцикли.

## Рядний4-циліндровий двигун

4-циліндровий 4-тактний рядний двигун

У разі 4-тактного двигуна колінвал має 4 індивідуальні шатунні шийки, розташовані в одній площині. При цьому шийки 1 і 4 циліндрів знаходяться з одного боку від осі обертання валу, а шийки 2 і 3 циліндрів — з іншого. Корінних шийок зазвичай п'ять — по одній шиї з переднього і заднього кінця колінвала і по одній шиї між кожною парою циліндрів. Подібний двигун в принципі може обходитися без балансирних валів, але в разі необхідності підвищення плавності роботи для компенсації сил інерції другого порядку застосовують пару балансирних валів, що обертаються в різні боки і вдвічі швидше за колінвал.
У разі 2-тактного двигуна колінвал має 4 індивідуальні шатунні шийки, розташовані у двох площинах з кутом між площинами 90 градусів.
В іншомовній технічній літературі позначається як L4 або R4 .
Вкрай поширений у світовому автопромі тип двигуна. Переважна більшість легкових машин малого та середнього класу з бензиновими та дизельними двигунами робочим об'ємом від 0.7 до 2.3 літрів припускають саме 4-тактний 4-циліндровий рядний двигун. Дизельні двигуни комерційного транспорту та тракторів можуть мати об'єм понад 3.0 літрів.

## V-подібний4-циліндровий двигун
У разі 4-тактного двигуна для забезпечення рівномірності спалахів у циліндрах колінвал повинен мати 4 індивідуальні шатунні шийки, розташовані у двох площинах з кутом між площинами рівним куту розвалу циліндрів. Але якщо кут розвалу циліндрів відносно невеликий, цим рішенням можна знехтувати і використовувати колінвал на зразок 4-тактного рядного двигуна. Корінних шийок у будь-якому разі три — по одній шийці з переднього та заднього кінця колінвала та одна шийка по центру. Також у будь-якому випадку, незалежно від кута розвалу та конструкції колінвала, у двигуні неврівноважені моменти від сил інерції першого порядку, що вимагає практично обов'язкової установки одного балансирного валу, що обертається у бік протилежного колінвалу з тією ж частотою.
В іншомовній технічній літературі позначається як V4.
Тип двигуна, що рідко зустрічається. Найвідоміші зразки: двигуни МеМЗ із кутом розвалу в 90° радянських автомобілів «Запорожець» задньомоторного компонування; двигуни Ford-Taunus V4 та Ford Essex V4 з кутом розвалу в 60° європейських компактних моделей Ford класичного компонування та автомобілів SAAB передньопривідного компонування; двигуни Lancia V4 з кутами розвалу в 10/11/13/20° автомобіля Lancia Fulvia передньопривідного компонування.

## Опозитний4-циліндровий двигун

4-циліндровий 4-тактний опозитний двигун

У випадку 4-тактного двигуна колінвал має 4 індивідуальні шатунні шийки, розташовані в одній площині, на зразок це зроблено на колінвалі 4-тактного рядного двигуна. Як і у випадку V-подібного двигуна, число корінних шийок зазвичай три — по одній шийці з переднього і заднього кінця колінвала і одна шийка по центру. Двигун практично врівноважений (за винятком моментів від сил інерції другого порядку) і балансирні вали не використовуються.
В іншомовній технічній літературі позначається як B4.
Рідко трапляється на автомобілях. Найвідоміші зразки: двигуни Volkswagen німецьких задньомоторних Volkswagen Käfer та Volkswagen Transporter; двигуни Porsche різних років до сучасних Porsche Boxter/Cayman/718; двигун Alfa Romeo компактних передньопривідних автомобілів Alfa Romeo 70-80 років; двигуни всіх[джерело?] автомобілів Subaru та одноплатформної Toyota GT86.
Основний тип двигуна у легкій авіації. Опозитне компонування мають чотирициліндрові двигуни Rotax, Lycoming і Continental. Більшість моделей Cessna-172, наймасовішого літака в історії, оснащені опозитними чотирициліндровими двигунами.
Опозитний 4-циліндровий двигун встановлювався на легкий танк Т-26 та деякі машини Pz I.